# UFC 230
UFC 230: Cormier vs. Lewis — турнир по смешанным единоборствам, организованный the Ultimate Fighting Championship, состоялся 3 ноября 2018 года в Мэдисон Сквер Гарден в Нью-Йорке, штат Нью-Йорк.

## Взвешивание
| Весовая категория и допустимый лимит в фунтах | Весовая категория и допустимый лимит в фунтах | Участники боев и их вес         | Участники боев и их вес       |
| Тяжелый вес 265                               | Даниэль Кормье 251,2                          | Даниэль Кормье 251,2            | Деррик Льюис 264,6            |
| --------------------------------------------- | --------------------------------------------- | ------------------------------- | ----------------------------- |
| Средний вес 185                               | Роналдо Соуза 185,4                           | Роналдо Соуза 185,4             | Крис Вайдман 186              |
| Средний вес 185                               | Дэвид Бранч 185,6                             | Дэвид Бранч 185,6               | Джаред Каннонир 184,8         |
| Средний вес 185                               | Джек Маршмен 185,4                            | Джек Маршмен 185,4              | Карл Роберсон 184,6           |
| Средний вес 185                               | Исраэль Адесанья 184,8                        | Исраэль Адесанья 184,8          | Дерек Брансон 185,8           |
| Полулегкий вес 145                            | Джейсон Найт 145,8                            | Джейсон Найт 145,8              | Джордан Ринальди 145,8        |
| Женский наилегчайший вес 125                  | Сиджара Юбэнкс (127.2)*                       | Сиджара Юбэнкс (127.2)*         | Роксанн Модаффери (124.8)     |
| Полулегкий вес 145                            | Хулио Арсе (145)                              | Хулио Арсе (145)                | Шеймон да Сильва Мораес (146) |
| Полусредний вес 170                           | Лайман Гуд (169.6)                            | Лайман Гуд (169.6)              | Бен Сондерс (170.4)           |
| Легкий вес 155                                | Мэтт Фревола (155.4)                          | Мэтт Фревола (155.4)            | Лэндо Ванната (155.4)         |
| Полулегкий вес 145                            | Шейн Бургос (145.6)                           | Шейн Бургос (145.6)             | Курт Холобау (145)            |
| Легчайший вес 135                             | Монтел Джексон (136)                          | Монтел Джексон (136)            | Брайан Келлехер (137)**       |
| Тяжелый вес 265                               | Маркос Роджерио де Лима (253.2)               | Маркос Роджерио де Лима (253.2) | Адам Вижорек (232.2)          |

- Сиджара Юбэнкс превысила лимит наилегчайшего веса на 1.2 фунта
- Брайан Келлехер превысил лимит легчайшего веса на один фунт

## Результаты боев
| Бой | Весовая категория         | Участники и результаты боя |      |                  | Способ победы                                   | Раунд | Время | Прим.              |
| --- | ------------------------- | -------------------------- | ---- | ---------------- | ----------------------------------------------- | ----- | ----- | ------------------ |
| 12  | Тяжелый вес               | #C Даниэль Кормье          | поб. | #2 Деррик Льюис  | Сабмишном (удушение сзади)                      | 2     | 2:14  |                    |
| 11  | Средний вес               | #5 Роналду Соуза           | поб. | #3 Крис Вайдман  | Нокаутом (удары)                                | 3     | 2:46  | Лучший бой вечера  |
| 10  | Средний вес               | Джаред Каннонир            | поб. | #7 Дэвид Бранч   | Техническим нокаутом (удары)                    | 2     | 0:29  | Выступление вечера |
| 9   | Средний вес               | Карл Роберсон              | поб. | Джек Маршмен     | Единогласное решение (30-27, 30-27, 30-27)      | 3     | 5:00  |                    |
| 8   | Средний вес               | #9 Исраэль Адесанья        | поб. | #6 Дерек Брансон | Техническим нокаутом (удары коленями и руками)  | 1     | 4:49  | Выступление вечера |
| 7   | Полулегкий вес            | Джордан Ринальди           | поб. | Джейсон Найт     | Единогласное решение (30-27, 30-25, 30-26)      | 3     | 5:00  |                    |
| 6   | Промежуточный вес (127,2) | Сиджара Юбенкс             | поб. | Роксанн Модафери | Единогласное решение (30-27, 30-27, 30-27)      | 3     | 5:00  |                    |
| 5   | Полулегкий вес            | Шеймон Мораес              | поб. | Хулио Арсе       | Раздельное решение (28-29, 29-28, 30-26)        | 3     | 5:00  |                    |
| 4   | Полусредний вес           | Лаймон Гуд                 | поб. | Бен Сандерс      | Нокаутом (удары)                                | 1     | 1:32  |                    |
| 3   | Легкий вес                | Мэтт Фревола               | vs.  | Лэндо Ванната    | Ничья (Решение большинства 29-28, 28-28, 28-28) | 3     | 5:00  |                    |
| 2   | Полулегкий вес            | Шейн Бургос                | поб. | Курт Холобау     | Сабмишном (рычаг локтя)                         | 1     | 2:11  |                    |
| 1   | Тяжелый вес               | Маркос Роджерио де Лима    | поб. | Адам Вижорек     | Единогласное решение (30-27, 30-27, 30-27)      | 3     | 5:00  |                    |

Лучший бой вечера: Роналду Соуза vs. Крис Вайдман
Выступление вечера: Джаред Каннонир и Исраэль Адесанья